# 音楽学校
音楽学校（おんがくがっこう、英語: music school, conservatory、フランス語: école de musique, conservatoire、イタリア語: scuola di musica, conservatorio）は、演奏・音楽理論・作曲・音楽教育・音楽学など、音楽を教育・研究するための機関である。
古くは4世紀の聖歌学校スコラ・カントルム（it:Schola cantorum）を源流とする。近代的な音楽学校の元祖は、1364年ヴェネツィア共和国に設立された孤児院ピエタ院での音楽教育とされる。1795年、パリに音楽院（Conservatoire de musique、現在のパリ国立高等音楽・舞踊学校）が設立され、出身階級などの条件によらず入学できる音楽学校が初めて現れることとなった。19世紀欧米各地で著名な音楽院・音楽学校が創設され、日本では1877年に東京音楽学校が発足した。第二次世界大戦後、音楽大学・音楽学科・大学院音楽研究科などの形態の音楽教育機関が増加した。